# Bony de la Redona
El Bony de la Redona és una muntanya de 2.626 metres que es troba al municipi de la Vall de Boí, a la comarca de l'Alta Ribagorça.